# Spoutnik 7

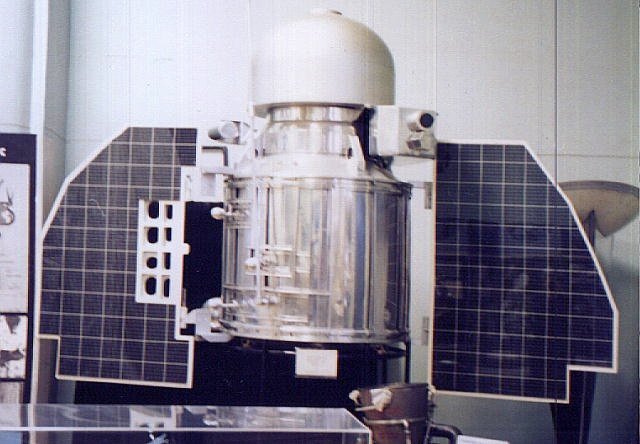
Sonde Marsnik, la même sonde fut utilisée pour Spoutnik 7.

Spoutnik 7 est une sonde spatiale soviétique lancée le 4 février 1961. Première tentative soviétique d'exploration de la planète Vénus, la mission fut un échec car la sonde n'arriva pas à quitter l'orbite terrestre. Il retombe dans l'atmosphère au bout de 22 jours.
Note : Les Soviétiques avaient l'habitude de ne pas parler de leurs échecs au lancement. Si l'engin envoyé était correctement satellisé sur l'orbite d'attente, il était alors provisoirement baptisé Spoutnik ou Cosmos, ce n'est que lorsque l'engin était en route vers sa destination qu'il recevait son appellation réelle. C'est ainsi que Spoutnik 7 était probablement prévu à l'origine comme sonde vers Vénus, il a été rebaptisé comme satellite orbital terrestre. Une autre sonde, lancée peu après le 12 février 1961 et nommée Venusik, fut dirigée vers  Vénus. Il est désigné comme « satellite lourd » dans l'Encyclopédie soviétique de l'astronautique mondiale, placé sur une orbite basse 223km/327,6km, inclinée à 64,95°.